# Muestra compuesta (agua)
Una muestra compuesta, refiriéndonos a agua, es una combinación de muestras individuales de agua o agua residual tomadas a intervalos predeterminados a fin de minimizar los efectos de variabilidad de la muestra individual. La función de las muestras compuestas es la de minimizar el efecto de las variaciones puntuales de la concentración de los elementos que se están analizando. Generalmente son recogidas en el mismo sitio,
El volumen de las submuestras individuales que componen muestra compuesta pueden ser iguales o proporcionales al caudal al momento de extracción de la muestra.
Las muestras compuestas generalmente sólo se utiliza para determinar prámetros de calidad del agua que no cambian bajo las condiciones de muestreo, preservación y almacenamiento de las submuestras.
La muestra compuesta puede formarse de dos maneras diferentes:
1. Mediante una colección de muestras instantáneas individuales obtenidas a intervalos regulares. Por ejemplo con una submuestra obtenida cada 2 h durante 24 h . En el muestreo compuesto por tiempo, se toman las muestras en intervalos iguales de tiempo y se combinan en proporción a la relación de flujo cuando se tomó la muestra.
2. Mediante una colección de muestras instantáneas individuales obtenidas cuando se haya producido un determinado flujo, independientemente del tiempo necesario para acumular dicho flujo. Por ejemplo, cada submuestra es retirada a cada 1000 L de agua residual procesada.

El análisis de la muestra compuesta se puede hacer de dos formas:
1. Cada muestra instantánea individual se combina con las otras y se analiza el agua derivada de la combinación de las sub muestras.
2. Cada muestra instantánea individual se analiza separadamente y luego se promedian los resultados.

En el caso específico de muestras compuestas de aguas servidas, el muestreo está diseñado para ser representativo de las condiciones del efluente, reflejando las condiciones generales durante el período de muestreo.
Una muestra compuesta debe tomarse en un día de trabajo. Si la planta opera y descarga las 24 h, entonces la muestra compuesta debe tomarse durante 24 h (ya sea en base al tiempo o al flujo). Si una planta opera las 24 h pero solo descarga durante 6 horas , se debe tomar una muestra compuesta de seis horas.